# کورینا اسمیت
کورینا اسمیت (انگلیسی: Corina Smith؛ زادهٔ ۸ سپتامبر ۱۹۹۱) خوانندگی، بازیگر، مدل، آهنگساز اهل ونزوئلا است. وی از سال ۲۰۰۹ میلادی تاکنون مشغول فعالیت بوده است.